# Willem Karel van Schaumburg-Lippe

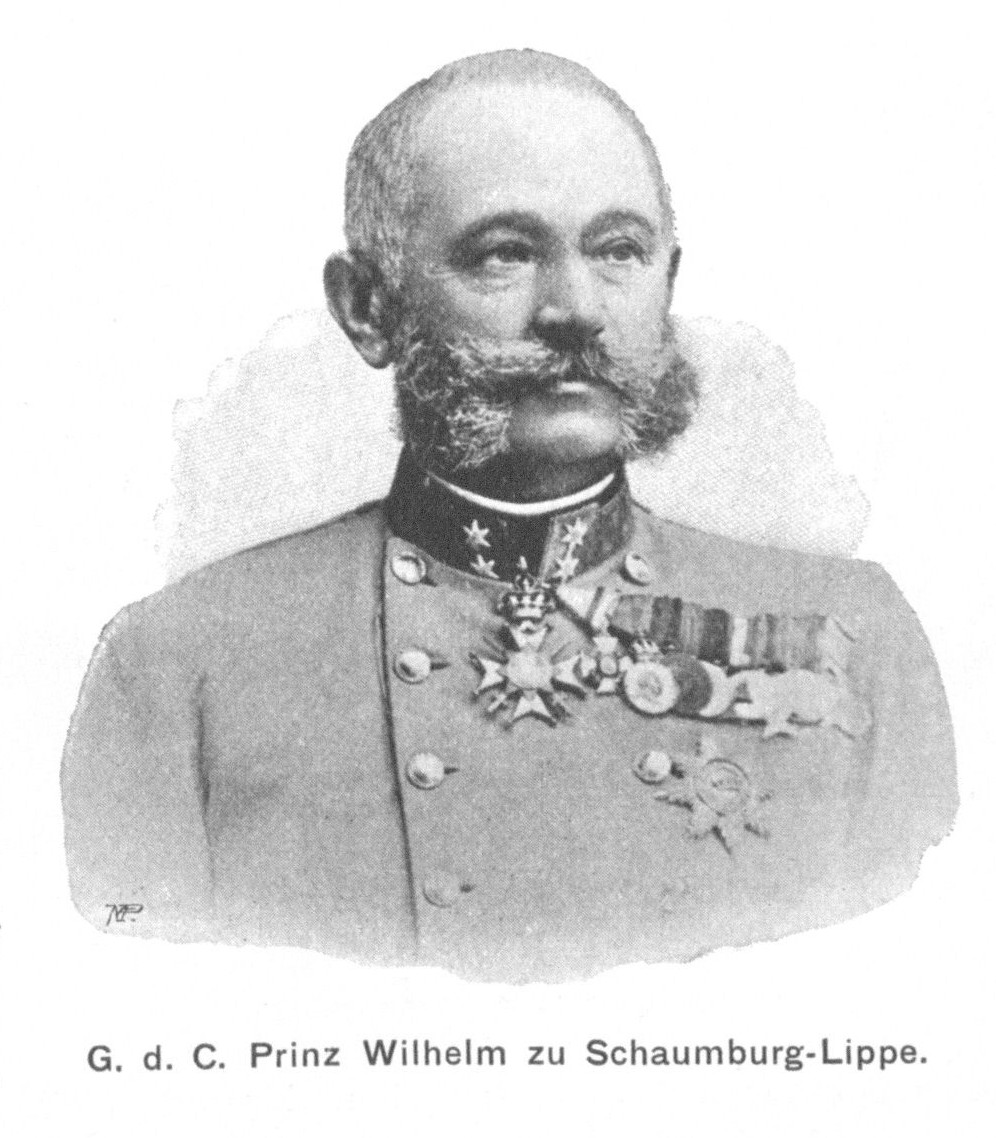
Willem Karel van Schaumburg-Lippe

Willem Karel August van Schaumburg-Lippe (Bückeburg, 12 december 1834 - Náchod, 4 april 1906) was een prins uit het huis Schaumburg-Lippe.
Hij was het zevende kind en de derde zoon van vorst George Willem van Schaumburg-Lippe en Ida van Waldeck-Pyrmont. 
Zelf trouwde hij, op 30 mei 1862, met Bathildis van Anhalt-Dessau, een dochter van Frederik van Anhalt-Dessau en Marie Louise van Hessen-Kassel. Het paar kreeg de volgende kinderen:
- Charlotte (1864-1946), trouwde met koning Willem II van Württemberg
- Frans (1865-1881)
- Frederik (1868-1945), huwde eerst met Louise Caroline van Denemarken en daarna met Antoinette van Anhalt-Dessau
- Albrecht (1869-1942), huwde met Elsa van Württemberg, een dochter van Eugenius van Württemberg en Vera Konstantinova Romanov
- Maximiliaan (1871-1904), trouwde met Olga van Württemberg, de tweelingzus van Elsa, die die met zijn broer Albrecht getrouwd was
- Bathildis (1873-1962), trouwde met Frederik Adolf Herman van Waldeck-Pyrmont, een broer van de Nederlandse koningin Emma
- Adelheid (1875-1971), trouwde met Ernst II van Saksen-Altenburg
- Alexandra (1879-1949)